# District de Xiaohe
Le district de Xiaohe (小河区 ; pinyin : Xiǎohé Qū) est une subdivision administrative de la province du Guizhou en Chine. Il est placé sous la juridiction de la ville-préfecture de Guiyang.